# Billy May

Billy May

William E. "Billy" May (Pittsburgh, 10 november 1916 - San Juan Capistrano, 22 januari 2004) was een Amerikaanse componist, arrangeur, bigband-leider en trompettist in de swing en populaire muziek. Hij werkte bij Glenn Miller en Charlie Barnet en was in de jaren vijftig voor Capitol Records arrangeur en orkestleider bij plaatopnames van zangers als Frank Sinatra en Nat King Cole. Ook componeerde hij voor film en televisie.

## Het begin
May speelde tuba in de schoolband en leerde zichzelf trompet en trombone spelen. Met zijn jeugdvrienden Billy Strayhorn en Erroll Garner hield hij zich ook vroeg bezig met arrangeren. Hij speelde in het orkest van Gene Olsen en in enkele lokale groepen. Toen hij muziek van Charlie Barnett op de radio had gehoord, ging hij in 1938 naar de bandleider toe en bood aan voor hem arrangementen te schrijven. May werd aangenomen en was tot 1940 Barnet's trompettist en arrangeur. Een succes voor May kwam met zijn arrangement van Ray Nobles nummer "Cherokee", dat een grote hit in het swing-tijdperk werd en voortaan de herkenningstune was van de bandleider. In 1940 werd May bij Barnet weggekaapt door bandleider Glenn Miller, voor wie hij onder andere de hits "Take the A Train" en "Serenade in Blue" arrangeerde. Toen Miller in 1942 in militaire dienst ging, werd May staf-arrangeur bij het radio-orkest van NBC. Daarnaast werkte hij ook voor Les Brown, Woody Herman en Alvino Ray.

## Capitol Records
In de jaren vijftig en zestig was May actief als arrangeur en orkestleider bij Capitol Records, waar hij de arrangementen schreef voor talloze plaatopnames die hij meestal ook dirigeerde. Hij was betrokken bij albums van onder meer Nat King Cole, Peggy Lee, Stan Freberg, Sue Raney, Vic Damone, Jeri Southern, Keely Smith, Bobby Darin, Nancy Wilson, Sandler & Young, Bing Crosby & Rosemary Clooney en jazzpianist George Shearing. Het meest werkte May in die Capitol-jaren samen met Frank Sinatra, een samenwerking die doorging toen de zanger albums ging uitbrengen op het door hemzelf opgerichte label Reprise Records. Het laatste arrangement dat May voor Sinatra schreef was van het nummer "Cry Me a River", in 1988. Op Capitol Records kwamen ook platen van Billy May onder eigen naam uit, zoals "Sorta May". Voor zijn album "Big Fat Brass" (1957) won hij in 1958 een Grammy. Verder was zijn orkest bijvoorbeeld betrokken bij enkele kinderprojecten.

## Andere labels
May was ook actief voor andere labels, zoals Verve en Roulette Records. Zo was hij als arrangeur en orkestleider betrokken bij het duet-album van Louis Armstrong en Bing Crosby en platen van Ella Fitzgerald (een plaat in de Songbooks-serie), Anita O'Day, Mel Tormé, Jack Jones, Petula Clark en Sarah Vaughan.

## Films en televisie
May componeerde in de jaren zestig voor de televisieseries "Naked City" (1960), "Batman" (1966), "The Green Hornet" (1966) en "Emergency!". In 1962 componeerde hij de muziek voor de Rat Pack-film "Sergeants 3".

## Composities
Composities van May zijn onder meer: "Long Tall Mama", "Measure for Mesure", "Boom Shot" (geschreven met Glenn Miller, voor de film "Orchestra Wives" uit 1942), "Harlem Chapel Bells", "Lean Baby", "Fat Man Boogie", "Ping Pong", "Jooms Jones", "Gabby Goose", "Lumby", "Daisy Mae", "Friday Afternoon", "Miles Behind", "The Wrong Idea", "Wings Over Manhattan", "Filet of Soul", "Mayhem", "Gin and Tonic", "Solving the Riddle" en, May's grootste hit, het kinderliedje "I Tawt I Taw A Puddy Tat".

## Laatste jaren en overlijden
May was in de jaren tachtig en negentig grotendeels inactief, tot hij in 1996 arrangementen schreef voor komiek Stan Freberg. Na een Europese tournee hield hij zich alleen nog met studioprojecten bezig (onder meer werkte hij samen met Michael Bublé. In 2003 gaf hij zijn laatste interview. Enkele maanden later overleed May overleed aan de gevolgen van een hartverlamming.

## Discografie
als leider:
- A Band is Born, Capitol, 1951 of 1952 (Pausa Records)
- Big Band Bash, Capitol, 1952
- Sorta-May", Capitol, 1955
- Sorta-Dixie, Capitol, 1955
- Naughty Operetta, Capitol, 1955
- Big Fat Brass, Capitol, 1957
- Great Jimmie Lunceford, Capitol, 1957
- Plays for Fancy Dancin', Capitol, 1957
- Girls and Boys on Broadway, Capitol, 1960
- Sweetest Swingin' Sounds of 'No Strings', Capitol, 1962
- Billy May Today!, Capitol, 1966
- The Billy May Collection: 1939-1960, Acrobat Records, 2012

- Bibsys: 1006747
- Biblioteca Nacional de España: XX868783
- Bibliothèque nationale de France: cb13897253n (data)
- Gemeinsame Normdatei: 119188880
- International Standard Name Identifier: 0000 0000 8410 1044
- Library of Congress Control Number: n85072634
- Nationale Bibliotheek van Letland: 000319591
- MusicBrainz: 5146db52-8ac5-44e9-a89a-affdb76bbb0c
- Bibliotheek van het Japanse parlement: 001153280
- Nationale bibliotheek van Australië: 35994863
- Nationale Bibliotheek van Israël: 987007528456905171
- Nederlandse Thesaurus van Auteursnamen: 070654069
- Réseau des bibliothèques de Suisse occidentale: 02-A006313487
- SNAC: w6xh069w
- Système universitaire de documentation: 078076269
- Trove: 1177393
- Virtual International Authority File: 112757306
- WorldCat: E39PBJwxH8K36xKwDkwmyhKKh3